# Ніколаєнко Микола Михайлович
Мико́ла Миха́йлович Нікола́єнко — молодший сержант 93-ї окремої механізованої бригади Збройних Сил України, учасник російсько-української війни. Один із «кіборгів».

## Короткий життєпис
Батько Михайло — економіст на заводі «Електрон», мама завідувала ательє. Був єдиною дитиною. Хотів здобути юридичну освіту та стати адвокатом, 2010 намагався вступити у юридичний коледж, однак коштів на платне навчання не було. Навчався на зварювальника, 2011-го вступив до Сумського державного університету — на юридичний факультет, власним коштом на заочній формі навчання. У 2012—2013 роках відслужив строкову службу та повернувся до навчання.
Потрапив до 17-ї бригади, рота вогневої підтримки. Згодом підрозділ підпорядковано, командир відділення, 93-а окрема механізована бригада. Служив на блокпосту число 18, там познайомився із земляком Сергієм Абрютіним. З 15 жовтня 2014-го підрозділ зайняв оборону в новому терміналі Донецького аеропорту.
Зазнав осколкових поранень в бою за Донецький аеропорт від вибуху. 15 січня 2015-го помер у лікарні Артемівська.
Похований в Сумах, Центральне кладовище, Алея поховань Почесних громадян.

## Нагороди та вшанування
- Указом Президента України № 311/2015 від 4 червня 2015 року, «за особисту мужність і високий професіоналізм, виявлені у захисті державного суверенітету та територіальної цілісності України, вірність військовій присязі», нагороджений орденом «За мужність» III ступеня (посмертно)[1].
- 2 вересня 2016 року на фасаді будівлі Сумської спеціалізованої школи № 29 (вулиця Заливна, 25), де навчався Микола, йому було відкрито меморіальну дошку[2].
- Рішенням Сумської міської ради від 28 вересня 2016 року № 1088-МР Ніколаєнку Ніколаю Михайловичу присвоєно звання «Почесний громадянин міста Суми» (посмертно)[2].
- Вшановується в меморіальному комплексі «Зала пам'яті», в щоденному ранковому церемоніалі 15 січня[3][4].